# Государственная премия Украины имени Александра Довженко
Государственная премия Украины имени Александра Довженко (укр. Державна премія України імені Олександра Довженка) — государственная награда Украины, учреждённая для награждения за выдающийся вклад в развитие украинского киноискусства. Премия основана к 100-летию со дня рождения Александра Довженко.

## История награды
- Учреждена 10 сентября 1994 года Указом Президента Украины Л. Д. Кучмы № 511/94.
- 12 декабря 1994 года Кабинет Министров Украины принял Постановление № 833, которым утвердил Положение о премии, создал Комитет по Государственной премии Украины имени Александра Довженко, утвердил Положение о Комитете и первый персональный состав Комитета.
- 17 мая 2001 года Верховная Рада Украины приняла Закон Украины № 2420-III «О внесении изменений в статью 11 Закона Украины „О государственных наградах Украины“», которым была установлена государственная награда Украины — Государственная премия Украины имени Александра Довженко за выдающийся вклад в развитие украинского киноискусства; рекомендовано Президенту привести свои решения в соответствие с принятым Законом.

## Положение о премии
- Государственная премия Украины имени Александра Довженко присуждается за выдающийся вклад в развитие украинского киноискусства ежегодно до 10 сентября.
- Премия, носящая имя выдающегося украинского кинорежиссёра и писателя Александра Довженко, может быть присуждена как отдельным представителям кинематографических профессий, так и творческим коллективам. Коллектив, выдвигаемый на соискание премии, не может превышать 5 человек и должен включать только тех авторов, чей творческий вклад был наиболее значимым.
- Премия может быть присуждена гражданам Украины, гражданам других государств и лицам без гражданства.
- Ежегодно присуждается только одна премия.
- Произведения, ранее отмеченные (выдвинутые на соискание) Национальной (Государственной) премии Украины имени Тараса Шевченко, на соискание Государственной премии Украины имени Александра Довженко не выдвигаются. Одна и та же кандидатура не может одновременно выдвигаться на соискание Государственной премии Украины имени Александра Довженко по двум и более произведениям.
- Повторно премия может быть присуждена деятелю искусства при наличии новых выдающихся достижений в области киноискусства, но не ранее чем через пять лет после предыдущего присуждения.
- Выдвижение произведений на соискание премии осуществляется Минкультуры, творческими союзами, кино-, теле-, видеостудиями, учреждениями культуры и научными учреждениями, общественными организациями, редакциями газет и журналов.
- Произведения, выдвинутые на соискание премии, принимаются Комитетом по Государственной премии Украины имени Александра Довженко ежегодно до 1 июня. Перечень этих произведений публикуется в прессе не позднее чем за два месяца до дня присуждения премии.
- Премия присуждается Указом Президента Украины по представлениям Комитета по Государственной премии Украины имени Александра Довженко.
- Лицу, которому присуждается Государственная премия Украины имени Александра Довженко, вручается диплом, нагрудный знак с изображением Александра Довженко, а также денежная сумма, размер которой ежегодно устанавливается Президентом Украины. В случае, если премия присуждена нескольким лицам, каждому лауреату вручается диплом и нагрудный знак, а денежная часть премии делится между ними поровну.

## Лауреаты премии
| Год  | Лауреат(ы) | Основание награждения                                                                    | Указ   |
| ---- | --- | ---------------------------------------------------------------------------------------- | ------ |
| 1995 | актёр Брондуков Борислав Николаевич | за выдающийся вклад в развитие киноискусства                                             | (укр.) |
| 1996 | режиссёр-постановщик Андрейченко Наталья Георгиевна | за весомый вклад в развитие отечественного киноискусства                                 | (укр.) |
| 1998 | режиссёр-постановщик Засеев-Руденко Николай Викторович, оператор-постановщик Чёрный Александр Михайлович, актёры Бенюк Богдан Михайлович, Бондаренко Александр Викторович, Писанка Руслана Игоревна                                                                               | за выдающийся творческий вклад в создание художественного фильма «Москаль-чародей»       | (укр.) |
| 1999 | автор сценария и режиссёр-постановщик Иванов Виктор Михайлович (посмертно), кинооператор-постановщик Ильенко Вадим Герасимович, актёры Борисов Олег (Альберт) Иванович (посмертно), Криницына Маргарита Васильевна, Наум Наталия Михайловна                                       | за выдающийся творческий вклад в создание художественного фильма «За двумя зайцами»      | (укр.) |
| 2001 | режиссёр-постановщик Осыка Леонид Михайлович | за личный творческий вклад в развитие отечественного киноискусства                       | (укр.) |
| 2002 | режиссёр Муратова Кира Георгиевна | за весомый вклад в развитие отечественного киноискусства                                 | (укр.) |
| 2003 | народный артист СССР Степанков Константин Петрович | за большой вклад в развитие отечественного киноискусства                                 | (укр.) |
| 2004 | автор сценария и режиссёр-постановщик Санин Александр (Олесь) Геннадьевич, оператор-постановщик Михальчук Сергей Евгеньевич, композитор Загайкевич, Алла Леонидовна, актёры Спесивцева Виктория Игоревна, Билоус Андрей Федорович                                                 | за выдающийся творческий вклад в создание полнометражного художественного фильма «Мамай» | (укр.) |
| 2005 | кинорежиссёр, кинооператор, народный артист Украины Ильенко Юрий Герасимович | за выдающийся вклад в развитие отечественного киноискусства                              | (укр.) |
| 2006 | кинооператор, кинорежиссёр, народный артист Украины, член-корреспондент Академии искусств Украины Коваль Александр Иванович | за выдающийся вклад в развитие отечественного киноискусства                              | (укр.) |
| 2007 | кинорежиссёр, актёр, сценарист, заслуженный деятель искусств Украины, член-корреспондент Академии искусств Украины Ильенко Михаил Герасимович | за выдающийся вклад в развитие украинского кинематографа                                 | (укр.) |
| 2008 | кинознаток, кинокритик, автор книги «Олександр Довженко: Загибель богів. Ідентифікація автора в національному часо-просторі» Трымбач Сергей Васильевич | за выдающийся вклад в развитие отечественного киноискусства                              | (укр.) |
| 2009 | кинорежиссёр, сценарист, заслуженный деятель искусств Украины Фаринюк Павел Николаевич | за выдающийся вклад в развитие украинского киноискусства                                 | (укр.) |
| 2010 | |                                                                                          |        |
| 2011 | кинорежиссёр, заслуженный деятель искусств Украины, народный артист Украины Кохан Григорий Романович и кинорежиссёр, лауреат Национальной премии Украины имени Тараса Шевченко, академик Национальной академии искусств Украины, народный артист Украины Мащенко Николай Павлович | за выдающийся вклад в развитие украинского киноискусства                                 | (укр.) |
| 2012 | актёр театра и кино, Герой Украины, народный артист Украины, лауреат Национальной премии Украины имени Тараса Шевченко, академик Национальной академии искусств Украины Ступка Богдан Сильвестрович (посмертно)                                                                   | за выдающийся вклад в развитие украинского киноискусства                                 | (укр.) |
| 2013 | не присуждалась |                                                                                          |        |
| 2014 | композитор, народный артист Украины Губа Владимир Петрович | за выдающийся вклад в развитие украинского киноискусства                                 | (укр.) |
| 2015 | кинорежиссёр, сценарист Мирослав Слабошпицкий и оператор Валентин Васянович | за выдающийся творческий вклад в создание художественного фильма «Племя»                 | (укр.) |
| 2016 | режиссёр документальных фильмов, заслуженный деятель искусств УССР Виктор Олендер | за выдающийся вклад в развитие украинского киноискусства                                 | (укр.) |
| 2017 | актриса театра и кино, Герой Украины, народна артистка Украины, народная артистка СССР, лауреат Национальной премии Украины имени Тараса Шевченко Ада Роговцева | за выдающийся вклад в развитие украинского киноискусства                                 | (укр.) |
| 2018 | не присуждалась |                                                                                          |        |
| 2019 | режиссёр Лозница Сергей Владимирович | за создание игрового, полнометражного фильма Донбасс                                     | (укр.) |
| 2020 | не присуждалась |                                                                                          |        |
| 2021 | кинорежиссёру, сценаристу Натальи Ворожбит | за выдающийся вклад в развитие украинского киноискусства                                 | [ 1 ]  |
| 2022 | кинорежиссёру, сценаристу Вячеславу Криштофовичу | за выдающийся вклад в развитие украинского киноискусства                                 | [ 2 ]  |
| 2023 | не присуждалась |                                                                                          |        |
| 2024 | кинорежиссёру, сценаристу Роману Балаяну | за выдающийся вклад в развитие украинского киноискусства                                 | [ 3 ]  |

В 2010 году Комитет по Государственной премии принял решение о присуждении её авторам фильма «Признание в любви» — режиссёру Роллану Сергиенко, оператору Эдуарду Тимлину, композитору Владимиру Губе. Но указ Президента о присуждении премии не был подписан и она не была вручена.
На заседании Комитета по присуждению Государственной премии Украины им. Александра Довженко 24 июля 2013 года было принято решение считать премию не присуждённой в 2013 году.